# Bikati
Bikati (auch: Bikaati) ist ein Motu des zum Inselstaat Kiribati gehörenden Butaritari-Atolls im Pazifischen Ozean mit einer Landfläche von 0,55 km².

## Geographie
Bikati ist die nördlichste Insel im Butaritari-Atoll. Sie ist bewohnt, hat in Nord-Süd-Richtung eine Länge von etwa zwei Kilometern und bildet ein nach Norden sehr lang ausgezogenes, spitzes Dreieck. Nach Norden erstreckt sich das Riff noch einige Kilometer weiter als Untiefe, im Süden setzt sich das Riff zum winzigen Motu Teirio hin fort. Unmittelbar östlich von Bikati liegt das etwas über 9 Hektar umfassende Motu Bikatieta. Von dort zieht sich der überschwemmte geschlossene nördliche Riffsaum nach Osten zum mehr als 25 km entfernten Motu Ubantakoto.
Die gleichnamige Siedlung mit einer Gemeindefläche von 0,1 km² befindet sich im Süden der Insel Bikati. Im Jahr 2020 lebten dort 228 Einwohner.